# Gammel østslavisk sprog
Gammel østslavisk (ukrainsk: давньоруська мова; russisk: древнерусский язык; hviderussisk: старажытнаруская мова) var et sprog, der anvendtes i 900-1400-tallet af østslaverne i Kievriget og stater, der udviklede sig efter sammenbruddet af Kievriget. Dialekter af sproget blev talt i området der groft regnet omfatter det nuværende Hviderusland, den europæiske del af Rusland, Ukraine og flere af de østlige voivodskaber i Polen.
Da sproget er en del af den prænationale historie for alle østslaver, er gammel østslavisk i de seneste år mere og mere blevet omtalt som:
- "Gammel hviderussisk" (hviderussisk: старажытнабеларуская мова) i stedet for det traditionelle overnationale "gammel ruthensk" (hviderussisk: старажытнаруская мова)
- "Gammel russisk" (russisk: древнерусский язык)
- "Gammel ukrainsk" (ukrainsk: давньоукраїнська мова) eller "gammel kievisk" (ukrainsk: давньокиївська мова) i stedet for det traditionelle overnationale "gammel ruthensk" (ukrainsk: давньоруська мова).

## Slægtskab

### Nærmeste genetiske slægtninge
Gammel østslavisk sprogs nærmeste genetiske slægtninge er:
- Slavisk
  - Vestslavisk
    - Lekhitisk
    - Sorbisk
    - Tjekkisk-Slovakisk

  - Sydslavisk
    - Vestlig sydslavisk
    - Østlig sydslavisk

  - Østslavisk
    - † Gammel Novgorod
    - † Gammel østslavisk
      - † Gammelrussisk [note 2]
        - Russisk

      - † Ruthensk [note 3]
        - Hviderussisk
        - Rusinsk [note 4]
        - Ukrainsk

Noter:

† ~ uddød
1. ↑  LINGUIST List: Indo-European familytree
2. ↑  LINGUIST List: Old Russian
3. ↑  LINGUIST List: Old Ruthenian
4. ↑  LINGUIST List: Rusyn

| Sprog | Spire Denne artikel om sprog er en spire som bør udbygges. Du er velkommen til at hjælpe Wikipedia ved at udvide den. |